# José María Bermúdez de Castro
José María Bermúdez de Castro y Risueño, né à Madrid le 18 juin 1952 , est un paléoanthropologue espagnol, qui a activement participé aux découvertes et aux publications de fossiles d'espèces humaines anciennes dans les gisements de la Sierra d'Atapuerca, près de Burgos, en Espagne.

## Formation
José María Bermúdez de Castro est diplômé de l’Institut Ramiro de Maeztu (es), à Madrid, et est titulaire d’un diplôme (1977) et d’un doctorat (1985) en sciences biologiques de l’Université complutense de Madrid.

## Carrière
José María Bermúdez de Castro a dirigé le Centre national de recherche sur l'évolution humaine (es) (CENIEH), à Burgos, de 2004 à 2012.

## Travaux
José María Bermúdez de Castro est notamment le co-auteur de la découverte et de la description d’Homo antecessor, la plus ancienne espèce humaine décrite en Europe à ce jour, dont les fossiles ont été trouvés en 1994 et 1995 dans le gisement de Gran Dolina, à Atapuerca, en Espagne.

## Organismes et associations
Le 16 décembre 2021, Bermúdez de Castro est élu membre de l'Académie royale espagnole pour occuper le siège « K », vacant à la suite de la mort de l'arabiste Federico Corriente Córdoba (es) le 16 juin 2020.

## Récompenses et honneurs
Le 30 avril 2010, Bermúdez de Castro est nommé docteur honoris causa de l'université de Burgos.

## Publications

### Ouvrages
- (es) José María Bermúdez de Castro, Exploradores : La historia del yacimiento de Atapuerca, Delbolsillo, 4 avril 2013, 272 p. (ISBN 978-84-9032-196-6)

### Articles
- (en) José María Bermúdez de Castro, Juan Luis Arsuaga, Eudald Carbonell, Antonio Rosas, I. Martinez, M. Mosquera, « A Hominid from the Lower Pleistocene of Atapuerca, Spain : Possible Ancestor to Neandertals and Modern Humans », Science, n° 276, p.1392-1395, 1997
- (en) José María Bermúdez de Castro, Maria Martinón-Torres, Marina Lozano, Susana Sarmiento et Ana Muela, « Paleodemography of the Atapuerca : Sima De Los Huesos Hominin sample : a revision and new approaches to the paleodemography of the European Middle Pleistocene population », Journal of Anthropological Research, 1re série, vol. 60,‎ mars 2004, p. 5-26 (DOI 10.1086/jar.60.1.3631006, lire en ligne)
- (en) Eudald Carbonell, José María Bermúdez de Castro et al., « The first hominin of Europe », Nature, vol. 452,‎ 27 mars 2008, p. 465-469 (DOI 10.1038/nature06815, lire en ligne)
- (en) José María Bermúdez de Castro, María Martinón-Torres, Aida Gómez-Robles, Leyre Prado-Simón, Laura Martín-Francés, María Lapresa, Anthony Olejniczak et Eudald Carbonell, « Early Pleistocene human mandible from Sima del Elefante (TE) cave site in Sierra de Atapuerca (Spain) : a comparative morphological study », Journal of Human Evolution, 1re série, vol. 61,‎ juillet 2011, p. 12-25 (DOI 10.1016/j.jhevol.2011.03.005, lire en ligne)